# Guadalupe Porras Ayuso
Guadalupe Porras Ayuso (Badajoz, 1987) es una árbitra de fútbol española.

## Biografía
Formada en el Colegio de árbitros de Badajoz, debutó a los dieciséis años arbitrando partidos de Tercera división española. Al año siguiente consiguió el ascenso a la Segunda división B. Después de ocho temporadas ascendió a la Segunda división, donde compitió durante dos años. Internacional desde 2014, también ha arbitrado partidos de la Liga de fútbol femenina. La temporada 2019-20 ascendió a la Primera división, convirtiéndose en la primera árbitra asistente del fútbol español. Hizo su debut el agosto de 2019 en el partido que enfrentó el RCD Mallorca y la SD Eibar en el Estadio de Son Moix.
Además, ha sido la primera árbitra en una final de la Copa del Rey, actuando como asistente de Estrada Fernández en el partido entre el Athletic Club y la Real Sociedad disputado en La Cartuja de Sevilla el 3 de abril de 2021.

## Reconocimientos
Entre otros reconocimientos, en 2019 recibió el premio Mujeres Progresistas en la categoría de deporte femenino otorgado por la Federación de Mujeres Progresistas.

## Participaciones
- Copa Mundial Femenina de Fútbol Sub-20 de 2024